# Анатолски језици
Анатолски или анадолски језици, су били грана језика која је припадала индоевропској породици језика, а којима је говорено на западу и југу Анатолика, тј. данашње Турске. Најпознатији представник ове групе је био хетитски језик.
Сматра се да су се анатолски језици први одвојили од индоевропске матице. Задржали су старе особине које се више нису јављале у осталим индоевропским језицима. Наиме, задржали су бројне архаизме, као и поделу родова на живи и неживи род.
Ова грана је нестала још пре нове ере, најкасније у првом веку п. н. е.

## Језици
- Хетитски језик
- Лувијски језик
- Палајски језик
- Ликијски језик
- Каријски језик
- Лидијски језик
- Сидетијски језик
- Писидијски језик

Велика је вероватноћа да су постојали и језици ове групе од којих нису остали трагови, као и језици од којих је остало веома мало трагова, нпр. лутескански језик.

### Класификација
Према Мелчерту (2012) анатолски језици могу бити класификовани на следећи начин:
- Праанатолски
  - Хетитски
  - Палајски
  - (?) Лидијски
  - Лувијски језици
    - Лувијски
    - Ликијски
    - Милијски (ликијски Б или ликијски 2)
    - Каријски
    - Сидетијски
    - Писидијски